# Gold(III)-fluorid
Gold(III)-fluorid ist eine anorganische chemische Verbindung des Golds aus der Gruppe der Fluoride.

## Gewinnung und Darstellung
Gold(III)-fluorid kann durch Pyrolyse von Gold(V)-fluorid bei 200 °C oder durch Fluorierung von Gold(III)-chlorid gewonnen werden.
Es kann auch durch Fluorierung von Gold mit Brom(III)-fluorid dargestellt werden.

## Eigenschaften
Gold(III)-fluorid ist ein diamagnetischer orange-gelber Feststoff. Er zersetzt sich bei 500 °C. Seine Kristallstruktur ist isotyp zu der von Silber(III)-fluorid (hexagonal, Raumgruppe P6122 (Raumgruppen-Nr. 178), und ist aus quadratisch-planaren AuF4 Einheiten aufgebaut. Jede AuF4-Einheit ist dabei mit zwei anderen Einheiten verbunden, so dass sich spiralförmige Ketten ergeben.
Mit Fluoridionen bildet Gold(III)-fluorid Fluoroaurate(III) [AuF4]− und [Au2F7]−. Das [AuF4]−-Ion kommt auch im Au3F8 (Gold(II)-bis-tetrafluoroaurat(III)) vor.

## Verwendung
Gold(III)-fluorid kann zur Herstellung von Goldaziden verwendet werden.